# José Morales Bermúdez
José Morales Bermúdez fue un político peruano. Fue hermano del presidente Remigio Morales Bermúdez.
Nació en el pueblo de San Andrés de Pica en la provincia de Tarapacá que formaba parte del departamento de Arequipa en Perú. Hijo de Manuel Morales y Vera y Catalina Bermúdez y Soto-Alciato.
Fue elegido miembro del Congreso Constituyente de 1867 por la provincia de Tarapacá durante el gobierno de Mariano Ignacio Prado. Este congreso expidió la Constitución Política de 1867, la octava que rigió en el país, y que sólo tuvo una vigencia de cinco meses desde agosto de 1867 a enero de 1868. Formó parte de la comisión parlamentaria acerca de la elección de Prado como presidente constitucional, junto con Mariano Pío Cornejo, José Luis Quiñones, Felipe Osorio, Antonio Noya y Federico Luna Araníbar.